# Хилокорус двуточечный
Хилокорус двуточечный (лат. Chilocorus bipustulatus) — вид божьих коровок из подсемейства Scymninae. Взрослый жук длиной 3—4 мм, имеет чёрную или тёмно-бурую окраску, голова светлая. Каждое из надкрылий несёт поперечный ряд из двух-трёх красных пятнышек.

## Галерея

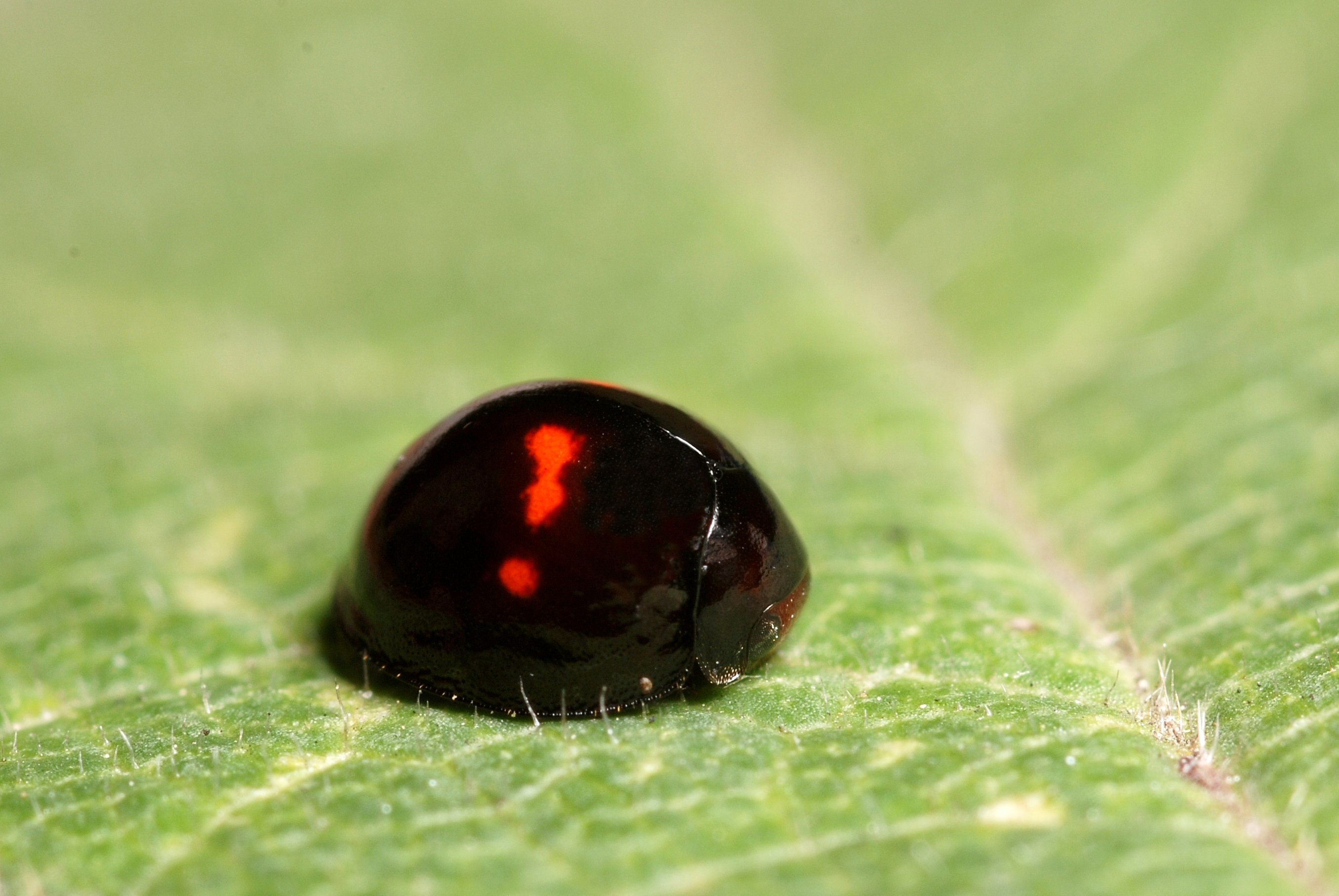
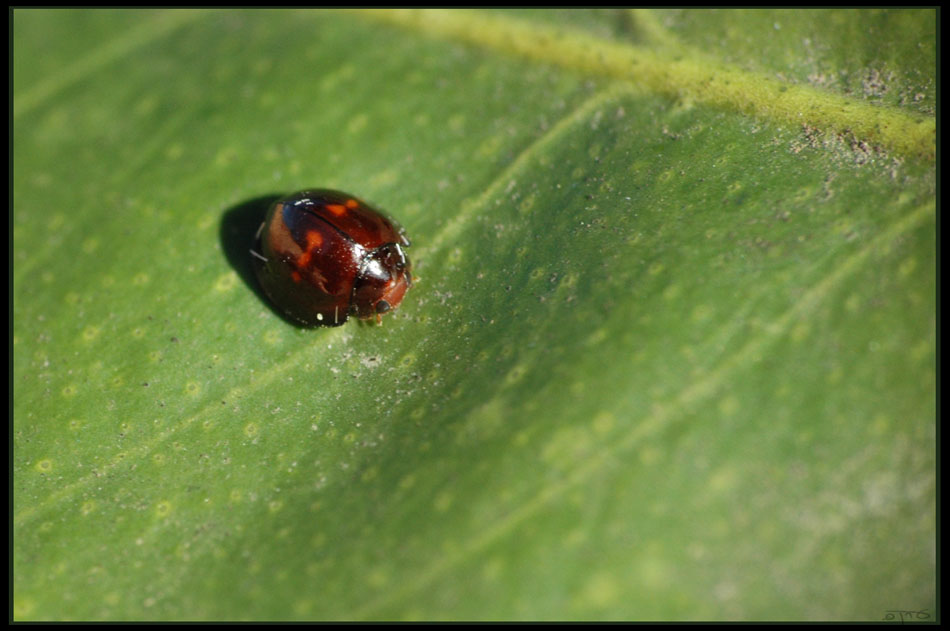
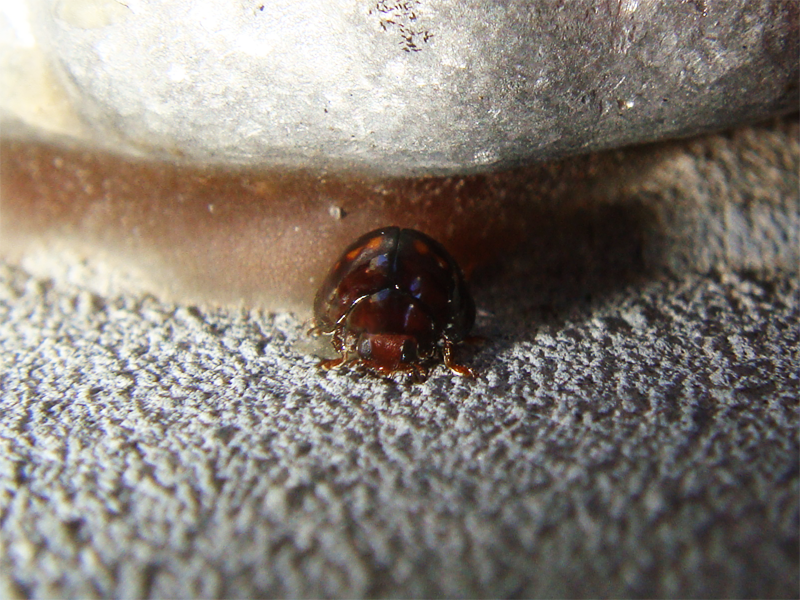
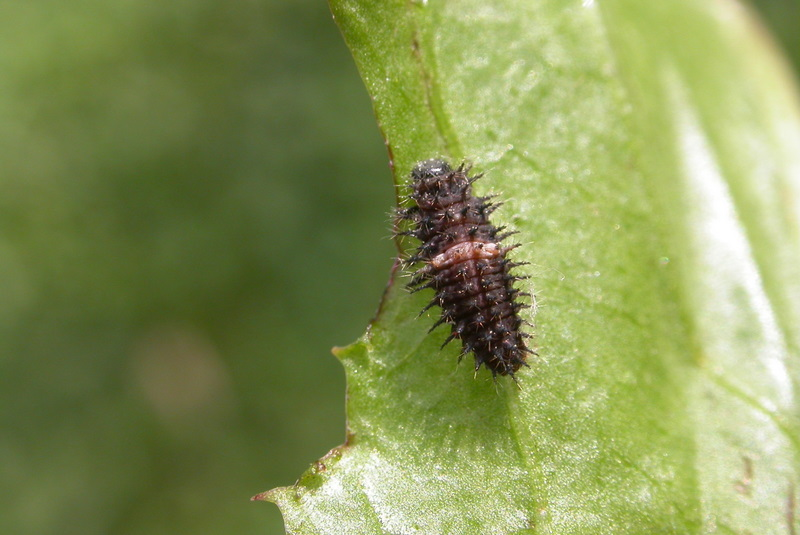